# Iffat bint Mohammad Al Thunayan
Iffat bint Mohammad Al Thunayan (en arabe : عفت بنت محمد الثنيان), née en 1916 et morte le 17 février 2000, est une princesse saoudienne d'origine turque, épouse du roi Fayçal ben Abdelaziz Al Saoud. Parfois appelée reine ou princesse Iffat, elle est connue pour son militantisme en faveur de l'amélioration de l'éducation saoudienne. Elle est la fondatrice de l'école modèle de Taïf et du premier collège de filles du pays.

## Biographie

### Origines
Elle fait partie de la branche cadette des Al Saoud, les Al Thunayan,. Elle naît à Constantinople en 1916,.
Son grand-père est Abdullah bin Abdullah bin Thunayan Al Saud (en). Il naît en 1843, le jour de la mort de son père Abdullah bin Thunayan Al Saud (en), émir du Nejd. En raison de cette coïncidence, il reçoit le nom de ce dernier. Il quitte Nejd pour Constantinople, où il épouse une femme turque d'origine circassienne, Tazeruh Hanım. Ils ont quatre enfants : Mohammad, Ahmed (en), Suleiman et Jawhara. Mohammad bin Abdullah Al Thunayan, le père d'Iffat, est médecin dans l'armée ottomane et sa mère, Asia, est une Turque,. Mohammad est tué alors qu'il combattait dans la guerre des Balkans. Iffat a un frère, Zaki, et deux demi-frères maternels, Kamal Adham (en) et Mozaffar Adham. Son oncle paternel, Ahmed bin Abdullah, est l'un des conseillers du roi Abdulaziz,.
Après le remariage de sa mère avec un autre homme, Iffat et sa tante Jawhara vivent ensemble. Iffat fait ses études à Constantinople. Elle fréquente des écoles ottomanes et des écoles modernes après la création de la République de Turquie. Elle obtient un diplôme d'enseignement. En 1925, la famille d'Iffat demande une aide financière afin qu'elle puisse faire un pèlerinage à La Mecque.
Laila Al Thunayan, membre de sa famille, est mariée à Sultan ben Abdelaziz Al Saoud.

### Mariage avec Fayçal
En 1931, le prince Fayçal rencontre Iffat pour la première fois alors qu'elle fait un pèlerinage à La Mecque avec sa tante. Alors vice-roi du Hedjaz, il raccompagne Iffat en Turquie avec sa tante. Il existe une autre version de leur première rencontre, selon laquelle ils se seraient connus pour la première fois à Constantinople en 1932, lorsque le prince Fayçal parcourait la ville après une visite officielle en URSS. Fayçal et Iffat se rendent ensuite à Djeddah,, où ils se marient en 1932. Le couple réside à La Mecque.
Comme aucun ne parle la langue de l'autre, ils s'instruisent mutuellement. Ils ont neuf enfants, cinq fils et quatre filles : Mohammed (en), Bandar (en), Saoud, Turki, Abdul Rahman (en), Lolowah, Sara bint Fayçal, Latifa et Haifa (en),. Quatre de leurs enfants apprennent le turc à la maison. Iffat devient arabophone mais sans abandonner son accent turc.
Leurs fils sont très instruits, étudiant à Princeton, Harvard, Georgetown, Sandhurst et Cranwell (en). Iffat contacte des tuteurs étrangers pour éduquer ses filles. Pour comparaison, seuls 6 des 107 enfants du demi-frère aîné de Fayçal, Saoud, ont terminé leurs études secondaires,,.

### La reine Iffat
« Reine Iffat » est un titre informel, qui lui est donné en raison de son statut et de sa popularité en Arabie saoudite.
En 1967, Iffat commence à faire des apparitions publiques lors d'événements officiels. Elle devient présidente honoraire de la Saudi Arabian Renaissance Society, une organisation de femmes de Riyad promouvant l'éducation des femmes dans le secteur de l'artisanat et l'aide aux familles dans le besoin. Par ailleurs, son Mouvement de la Renaissance saoudienne parraine des cliniques gratuites et des cours littéraires pour les femmes.
Elle s'implique dans des activités philanthropiques, notamment le bien-être social des femmes. Dans les années 1960, elle crée les deux premières institutions sociales d'Arabie saoudite, l'Association pour le bien-être des femmes à Djeddah et l'Association pour le bien-être des femmes Al Nahdah à Riyad. Ces programmes existent encore de nos jours.

#### Éducation
En 1942-1943, le prince Fayçal et la princesse Ìffat créent le pensionnat Al Madrasa Al Numuthagiya (« l'école modèle »), pour garçons et filles. De nombreux enfants de la famille royale élargie, y compris les leurs, y étudient. La majorité des enseignants sont égyptiens ou yéménites, et la section féminine est réservée aux filles de la famille royale élargie.
En 1955, elle initie la première école privée pour femmes d'Arabie saoudite, à Djeddah, Dar Al Hanan (littéralement « Maison de l'affection »). Une de ses filles fréquente l'établissement. Il accueille au départ 15 élèves. En 1956, Iffat fait don d'argent et de terres pour construire un orphelinat pour filles, où elles seraient également éduquées. Elle fonde aussi le premier collège pour filles de Riyad, Kulliyat ul Banat, en 1960.
En 1967, elle lance la Nahdah Al Saudiyyah, une organisation qui éduque les femmes analphabètes de Riyad. Dans les années 1970, Iffat crée le premier collège communautaire pour femmes du pays.
En août 1999, quelques mois avant sa mort, elle est à l'origine de la fondation de l'université Effat, près de Dar Al Hanan. Il s'agit du premier collège féminin privé à but non lucratif du royaume.
Elle a participé à de nombreuses cérémonies de remise des diplômes. Ses devises étaient : « Renseignez-vous. Soyez de bonnes mères. Élevez des Saoudiens parfaits. Construisez votre pays » et « La mère peut être une école en elle-même si vous la préparez bien »,.

### Vie privée et mort
Iffat aimait cultiver les roses. Elle parlait couramment le français et appréciait lire,. Lorsque sa tante Jawhara a été frappée d'incapacité à Constantinople, elle s'est occupée d'elle.
Elle est apparue lors de nombreux événements officiels et a reçu des personnalités féminines. Elle a voyagé partout en Arabie saoudite. Son palais avait une politique de la porte ouverte, qui permettait à tout citoyen saoudien de lui rendre visite. Elle a rarement été photographiée en public et elle n'est jamais intervenue à la télévision,.
En août 1993, elle subit une intervention chirurgicale en raison d'une maladie intestinale, au centre médical de l'université Duke. Elle meurt en février 2000 après une opération infructueuse,. Elle est enterrée à Riyad, après la prière du vendredi.

## Postérité
Le prix Princesse Iffat Al Thunayan récompense des réalisations de femmes. En 2014, Joseph A. Kéchichian (en) publie le livre Iffat Al Thunayan : An Arab Queen,.